# Jim Karn
Jim Karn (* 1966 Ohio) je bývalý americký reprezentant ve sportovním lezení. Jediný mužský americký medailista v celkovém hodnocení světového poháru v letech 1989-2017, bronz získal v lezení na obtížnost v roce 1990 (v devadesátých letech získali medaile už jen ženy, především Robyn Erbesfield, mezi muži si odnesl první medaili z jednoho závodu Ron Kauk v roce 1989).

## Výkony a ocenění
- 1988: na mezinárodních závodech ve Španělsku zvítězil nad Francouzem Marcem LeMenestrelem
- 1990: první mužský americký medailista v celkovém hodnocení SP v lezení na obtížnost a nadále jediný ve všech disciplínách (k 2017)

### Závodní výsledky
| Mistrovství světa | Mistrovství světa |
| Rok               | 1991              |
| ----------------- | ----------------- |
| Obtížnost         | 12                |

| Světový pohár | Světový pohár | Světový pohár  | Světový pohár       | Světový pohár    |
| Rok           | 1990          | 1991           | 1992                | 1993             |
| ------------- | ------------- | -------------- | ------------------- | ---------------- |
| Obtížnost     | 3.            | 12             | 20                  | 39               |
| jednotlivě*   | ?             | 19,,-,17,-,7-8 | 16,-,-,28-31,,31-34 | 21,16-18,-,-,-,- |

* Poznámka: nalevo jsou poslední závody v roce